# Joel Santana
Joel Santana (sinh ngày 25 tháng 12 năm 1948) là một cựu cầu thủ và huấn luyện viên bóng đá người Brasil. Ông từng dẫn dắt Đội tuyển bóng đá quốc gia Nam Phi từ 2008-2009.